# Procession
Procession ist eine Epic-Doom-Band, die im Jahr 2006 im chilenischen Valparaíso gegründet wurde. Die Band hat inzwischen ihren Sitz nach Schweden verlagert.

## Geschichte
Die Band wurde im Jahr 2006 von Gitarrist und Sänger Felipe Plaza und Bassist Daniel Perez gegründet. Nachdem sie die ersten Lieder entwickelt hatten, folgte im Mai 2008 das erste Demo Burn über Kuravilu Productions. Durch das Demo wurde Iron Kodex Records auf die Gruppe aufmerksam, worüber 2009 die EP The Cult of Disease folgte. Durch den Erfolg der EP schlossen sich Auftritte in Deutschland, Belgien, der Schweiz, Irland und Frankreich an, wobei die Band auch auf Festivals wie dem Doom Shall Rise oder dem Keep It True spielte. Im Jahr 2010 erschien das Debütalbum Destroyers of the Faith bei Doomentia Records bzw. in Deutschland über High Roller Records. Das zweite Album To Reap Heavens Apart folgte bei High Roller Records.

## Stil
Die Band spielte auf ihrem Debütalbum Destroyers of the Faith klassischen Doom Metal, der vor allem in der Geschwindigkeit sehr variabel und vergleichbar mit den Werken von Black Sabbath, Solstice, Warning und Candlemass ist. Auch auf ihrem zweiten Album To Reap Heavens Apart spielte die Band klassischen Doom Metal, vergleichbar mit den frühen Werken von Candlemass, Saint Vitus oder Solitude Aeturnus.

## Diskografie
- 2008: Burn (Demo, Kuravilu Productions)
- 2009: The Cult of Disease (EP, Kuravilu Productions)
- 2009: Burn + Alive & Burning Christians (Demo, Kuravilu Productions)
- 2010: Destroyers of the Faith (Album, Doomentia Records / High Roller Records (Deutschland))
- 2011: Crazy Train / Trumpets of Autumn (Split mit Mountain Throne, Sarlacc Productions)
- 2012: Death and Judgement (EP, High Roller Records)
- 2013: To Reap Heavens Apart (Album, High Roller Records)
- 2017: Doom Decimation (Album, High Roller Records)